# St. Michael (Zwiefaltendorf)

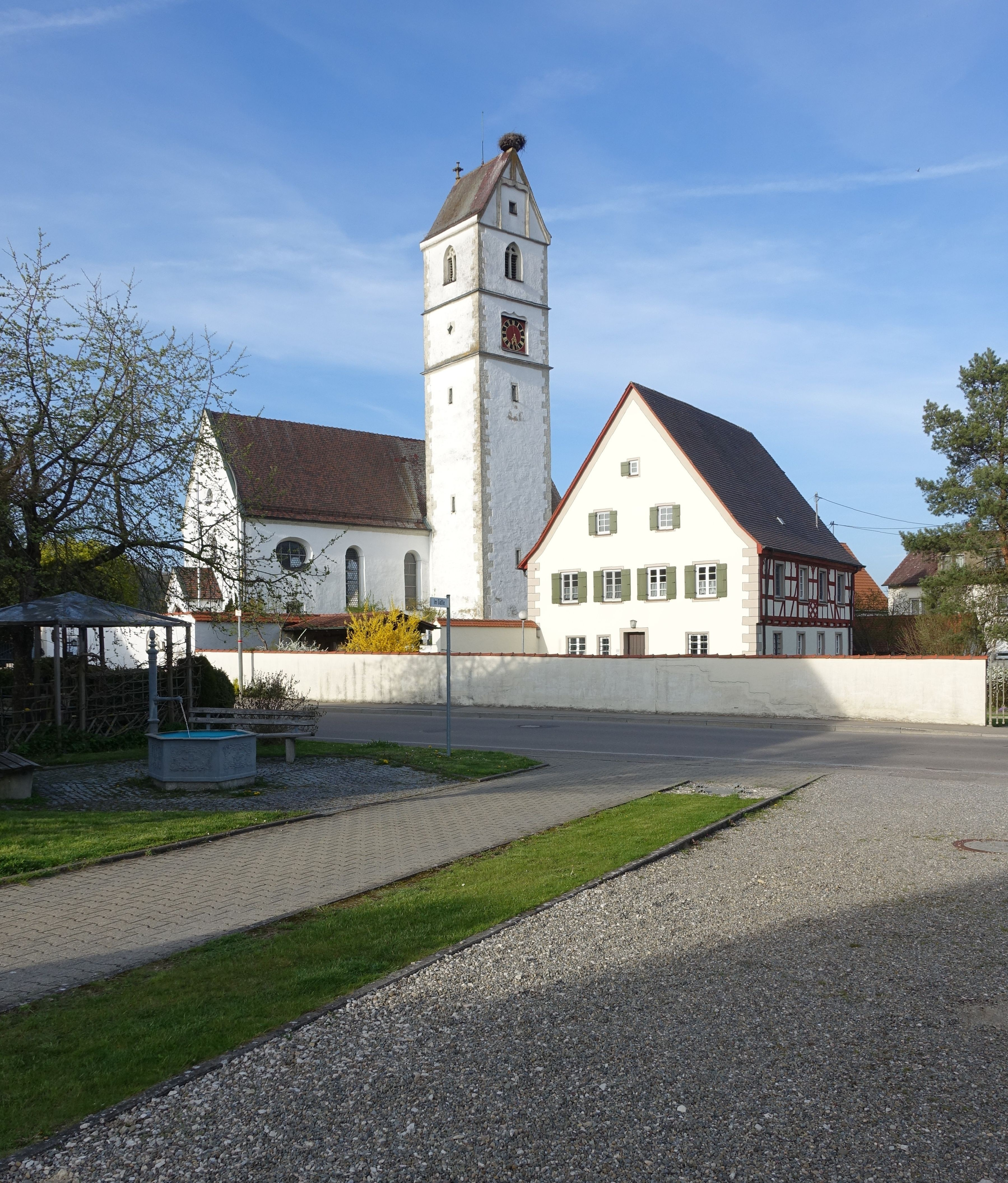
St. Michael in Zwiefaltendorf

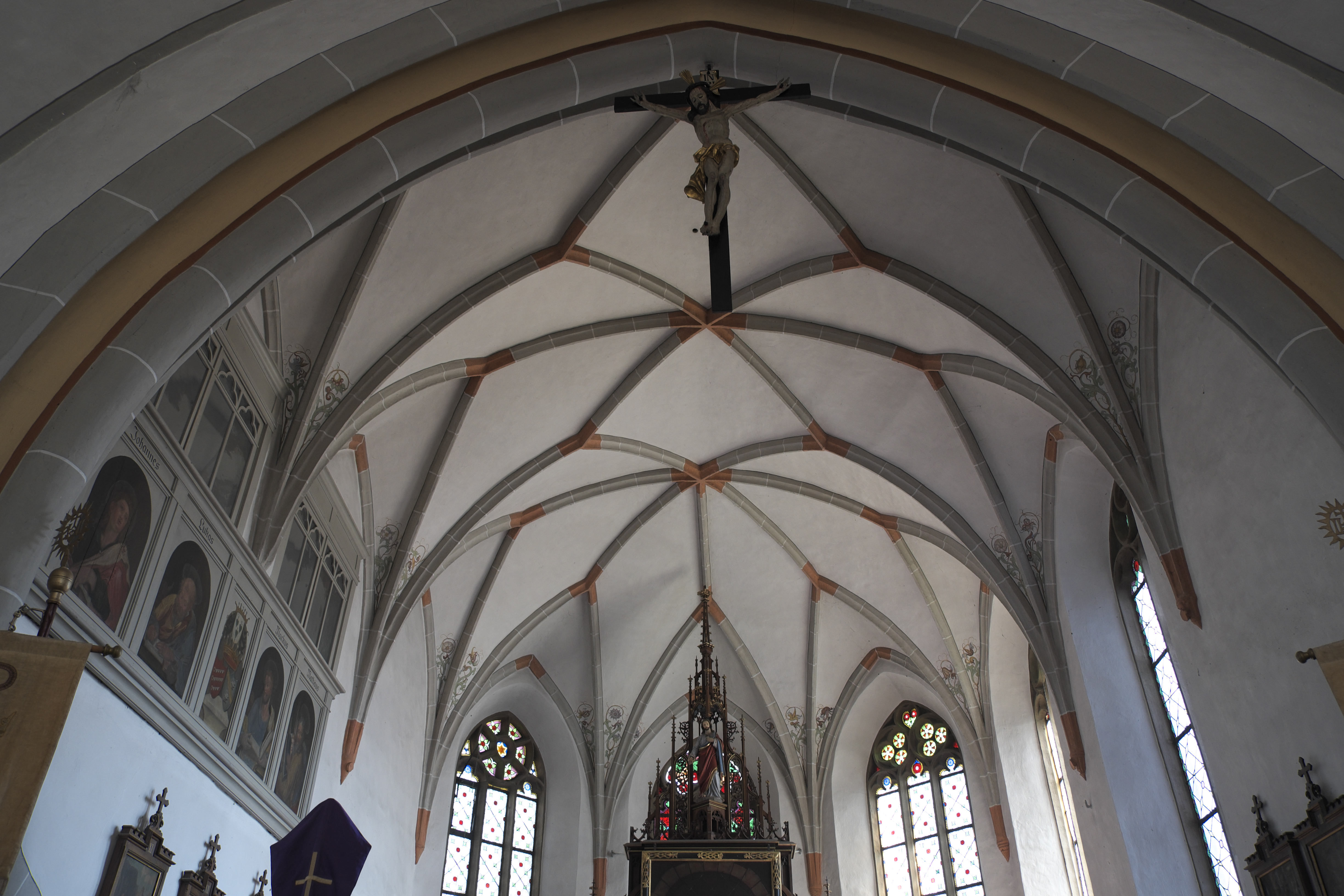
Chorgewölbe

Die römisch-katholische Pfarrkirche St. Michael steht in Zwiefaltendorf, einem Ortsteil der Stadt Riedlingen im Landkreis Biberach in Baden-Württemberg. Die Kirchengemeinde gehört zum Dekanat Biberach in der Diözese Rottenburg-Stuttgart. Das Bauwerk ist beim Landesamt für Denkmalpflege Baden-Württemberg als Baudenkmal eingetragen.

## Beschreibung
Die im Kern spätgotische Saalkirche wurde 1746 umgebaut. Sie besteht aus einem Langhaus, an dessen Südwand der Kirchturm angebaut ist, und einem dreiseitig geschlossenen Chor im Osten. Der Kirchturm wurde mit zwei Geschossen aufgestockt, das untere beherbergt die Turmuhr, das obere den Glockenstuhl, und quer mit einem Satteldach bedeckt. 
Der Innenraum des Langhauses ist mit einem Stichkappengewölbe überspannt, der des Chors mit einem Sterngewölbe. Das Chorgestühl wurde von Jörg Syrlin dem Jüngeren gebaut. Die Orgel wurde 1862 von Ferdinand Benz gebaut.